# Parasmittina egyptiaca
Parasmittina egyptiaca är en mossdjursart som först beskrevs av Campbell Easter Waters 1909.  Parasmittina egyptiaca ingår i släktet Parasmittina och familjen Smittinidae. Inga underarter finns listade i Catalogue of Life.